# Reaktywność reaktora
Reaktywność reaktora – miara stopnia zmian mocy reaktora jądrowego. Reaktywność większa od zera oznacza wzrost mocy. Reaktywność mniejsza od zera oznacza spadek mocy. Awarie reaktorów jądrowych związane ze zmianami reaktywności nazywane są awariami reaktywnościowymi.
Reaktywność określa się wzorem:
{\displaystyle \varrho ={\frac {k_{ef}-1}{k_{ef}}},}
gdzie kef to współczynnik powielania neutronów, czyli stosunek liczby neutronów w danym pokoleniu do liczby neutronów w pokoleniu poprzednim.
Czasem również definiowana jako:
{\displaystyle \varrho =k_{ef}-1.}

## Neutrony opóźnione
W trakcie rozszczepienia jąder atomowych są emitowane neutrony, większość z nich powstaje równocześnie z rozszczepieniem, ale część z opóźnieniem w wyniku rozpadu fragmentów rozszczepienia, są one zwane neutronami opóźnionymi.
Gdyby wszystkie neutrony były emitowane natychmiastowo jedynym opóźnieniem byłby czas od emisji przez spowolnienie do zderzenia z następnym jądrem. Sterowanie tak pracującym reaktorem jądrowym byłoby utrudnione, jeśli nie niemożliwe. Małe zmiany reaktywności powodowałyby duże zmiany mocy, np. wprowadzenie do reaktora dodatkowej reaktywności Δρ = 0,003, przy średnim czasie życia pokolenia neutronów 10−3 sekundy, oznaczałoby wzrost mocy reaktora o 8000 razy w ciągu 3 sekund.
Sterowanie reaktywnością reaktora umożliwiają neutrony opóźnione. Przy rozszczepianiu 235U stanowią one ok. 0,65–0,75% wszystkich neutronów. Udział neutronów opóźnionych w pokoleniu oznacza się β. Udział neutronów opóźnionych zwiększa czas życia neutronów o kilka rzędów wielkości, z 10−7-10−3 s do ok. 0,1 s, co umożliwia już regulowanie mocą reaktora.
Sterowanie reaktywnością jest możliwe w zasadzie jedynie, gdy w następnym pokoleniu liczba neutronów natychmiastowych jest mniejsza od liczby wszystkich neutronów w poprzednim, co jest równoznaczne z tym, że kef – 1 jest mniejsze od 0,0075, czyli od udziału neutronów opóźnionych. Poza tym zakresem w reakcji łańcuchowej neutrony natychmiastowe, wystarczają do wzrostu szybkości reakcji rozszczepienia.
Ponieważ neutrony opóźnione mają energię około czterech razy mniejszą od neutronów natychmiastowych, ok. 0,5 MeV, wymagają mniejszej ilości zderzeń z moderatorem, aby stać się neutronami termicznymi, zdolnymi zapoczątkować kolejne rozszczepienia. Mniejsza jest też szansa, że wydostaną się poza rdzeń reaktora. Pociąga to za sobą, że w chwili powstania neutrony opóźnione mają większe prawdopodobieństwo powodowania nowych rozszczepień. Efektywny udział neutronów opóźnionych w rozszczepieniu, βef, zależy od rozmiarów rdzenia. Im mniejszy rdzeń, tym większe znaczenie mają neutrony opóźnione. Udział efektywny jest zawsze większy od β.
Maleje on jednak wraz z postępem zużywania paliwa jądrowego, gdy rośnie udział plutonu w generowaniu energii w reaktorze (dla reaktora WWER-440 z początkowych 0,69% do 0,59%). Dla 239Pu wynosi 0,21%.
Neutrony opóźnione uwzględnia się w reaktywności poprzez określenie stosunku zmiany reaktywności Δρ do efektywnego udziału neutronów opóźnionych, βef. Gdy Δρ = βef, reaktywność równa się 1.
Warunki pracy reaktora dobiera się więc tak, aby współczynnik powielania neutronów natychmiastowych był bliski 1 (stała ilość neutronów natychmiastowych), co umożliwia sterowanie mocą reaktora wyłącznie za pomocą neutronów opóźnionych.

## Reaktywność a moc reaktora
Wpływ reaktywności na moc reaktora opisuje wzór:
{\displaystyle M(t)=M_{0}\exp \left({\frac {ts}{y}}\right).}
Wzór ten obowiązuje, gdy kef – 1 jest mniejsze od 0,0075.

## Wpływ temperatury
Reaktywność zależy od temperatury w sposób pośredni. Zmiany temperatury pociągają bowiem za sobą zmianę właściwości wszelkich materiałów w rdzeniu reaktora, w szczególności ich przekrojów czynnych pochłaniania neutronów, a te zmieniają średni czas życia neutronów, a w efekcie stosunek liczby neutronów między pokoleniami, kef.

## Trucizny reaktorowe

Zmiany ilości ksenonu-135, trucizny reaktorowej i reaktywności reaktora jądrowego po jego wyłączeniu

Niektóre produkty rozszczepienia jąder atomowych silnie pochłaniają neutrony. Zmniejszają więc reaktywność reaktora jądrowego, przez co nazywane są truciznami reaktorowymi. Najsilniejszą krótkotrwałą trucizną reaktorową powstającą w wyniku rozszczepienia jąder atomowych jest ksenon-135, efekty nim wywołane określane są jako zatrucie ksenonowe.